# Aeroclub Formosa (Argentina)
El Aeroclub Formosa es una entidad civil sin fines de lucro cuyo objetivo fundamental es la práctica y fomento de los deportes aeronáuticos como ser: escuela de aviación, aeromodelismo, volovelismo y paracaidismo. Tiene personería jurídica reconocida por la provincia de Formosa, República Argentina y está certificado como Centro de Instrucción de Aeronáutica Civil RAAC 141.

## Historia
Fue creado el día 17 de agosto de 1940. Su primera comisión directiva estuvo integrada por Flavio René Arias (presidente); Roberto Bravo (vicepresidente); Eduardo Alemán (secretario general); Celestino Rodríguez (secretario de actas); Santiago R. Gray (tesorero) y Julio Traynor (protesorero).
El 17 de febrero de 1941 se obtuvo la personería jurídica.
El 13 de diciembre de 1941 se entrega bajo acta el Lote Rural 60, en el marco de un convenio entre la Fuerza Aérea Argentina (a quien el estado le cedió el predio) y el Aeroclub Formosa.
El 21 de noviembre de 1943 se inauguró la pista de aterrizaje.
En el año 1945, se recibieron los cuatro primeros pilotos privados del aeroclub: Miguel Yorio, Eduardo Alemán, Raúl José Nasti y Emilio Pauloni.
En la década del 1950 se funda la "Brigada de paracaidismo".
Cuando cesó el servicio de hidroaviones que operaban desde el puerto de Formosa, el Aeroclub puso sus instalaciones a disposición de la comunidad constituyéndose el Aeródromo Formosa donde operaron los DC-3 de Aero Litoral Argentino (ALA), luego Austral Líneas Aéreas. Tiempo después llegaron los Avro turbohélices de Aerolíneas Argentinas.
A fines de 1979, La Fuerza Aérea (propietaria del terreno que ocupaba el aeroclub) conviene con el gobierno de la provincia cederle esos terrenos para la construcción de un estadio y un complejo universitario, a cambio de que la provincia cediera nuevos terrenos aptos al aeroclub y costeara su reubicación. 
Imprevistamente, el delegado-gobernador general Colombo, ordenó desarmar todas las instalaciones del aeroclub y su expulsión del terreno que ocupaba.
En 1981 se integra la comisión directiva con Hugo del Rosso (presidente); Mario Gandini (vicepresidente); Pedro Juan Guglielmino (secretario); Flavio Arias (hijo) (prosecretario); Antonio Taboada (tesorero); Isidro Insaurralde (protesorero), con el objetivo principal de construir el nuevo hangar, la pista e instalaciones.
En 1996 se inauguran las nuevas instalaciones sociales, en el terreno ubicado en la RN 11 km 1156.
A partir del año 2000 y hasta el año 2005 la actividad es mínima, sin escuela, sin material de vuelo y con un paulatino abandono de la institución y sus instalaciones.
En 2006 se integra la nueva comisión con Gustavo Dorrego (presidente); Oscar Kraupner (vicepresidente); Cesar Derfler (secretario); Horacio Banus (tesorero); Eduardo Silva (prosecretario); con la misión de recuperar la institución y la actividad de vuelo luego de años de abandono.
En 2007 se pone en marcha la escuela de vuelo y se retorna al servicio la aeronave Piper PA11 matrícula LV-YLT.
En 2008 egresan cuatro pilotos privados de avión, la escuela de vuelo funciona con un promedio de 60 horas de vuelo mensuales.
En 2013 retorna al servicio la aeronave C170B matrícula LV-FNY y se registra una actividad de vuelo total de 500 h con sus tres aviones en servicio.
En 2015, se celebra el 75° aniversario con jornadas de puertas abiertas que incluyeron vuelos de paseo, aeromodelismo, demostraciones de paracaidismo, acrobacia, aeroaplicación, lanzamiento de cohetes, paramotores. Durante el acto institucional el día 17 de agosto de 2015, el gobernador Dr. Gildo Insfrán anuncia la entrega del título de propiedad del predio que ocupa "como una reivindicación y un reconocimiento del trabajo tan importante y solidario que realiza en favor de la comunidad". El aeroclub impone el nombre "Hugo del Rosso" al aeródromo y "Quililo Ferrari" a su aeronave C170 LV-FNY. Integran la Comisión Directiva Oscar Kraupner (Presidente), Gustavo Dorrego (Vicepresidente), Marcelo Yegros (Tesorero), Eduardo Silva (Secretario), Cesar Derfler (Vocal 1°), entre otros.
En diciembre de 2016 recibe la certificación como Centro de Instrucción de Aeronáutica Civil bajo las RAAC 141 por parte de la ANAC, constituyéndose en uno de los cinco primeros aeroclubes del país en recibir la certificación.
En diciembre de 2017 la Escribanía Mayor de Gobierno de la Provincia de Formosa entrega la escritura definitiva que acredita al aeroclub como propietario del terreno de 112 hectáreas ubicado a la vera de la Ruta Nacional N° 11, km 1156.

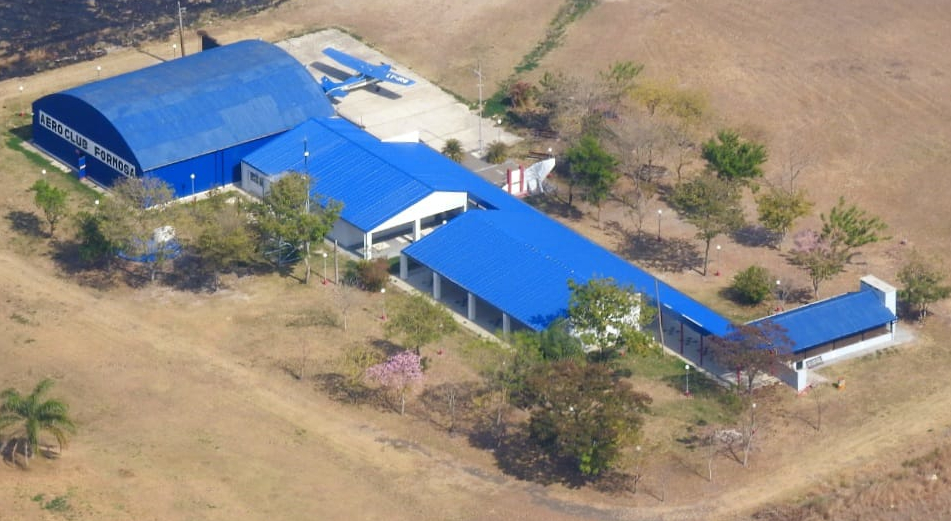

## Nómina Histórica de Pilotos Egresados de la Escuela de Vuelo del Aeroclub Formosa
(Incompleta - en elaboración)
| FECHA | ALUMNO | LICENCIA | INSTRUCTORES                   | AERONAVES                |
| 1945 | MIGUEL YORIO | PPA      | FRACNAU                        |                          |
| 1945 | EDUARDO ALEMÁN | PPA      | FRACNAU                        |                          |
| 1945 | RAÚL J. NASTI | PPA      | FRACNAU                        |                          |
| 1945 | EMILIO PAOLONI | PPA      | FRACNAU                        |                          |
| 1946 | EGILDO TASSONE | PPA      | FRACNAU                        |                          |
| 1946 | CARLOS S. CARRARA | PPA      | FRACNAU                        |                          |
| 1946 | PABLO A. RAMOS | PPA      | FRACNAU                        |                          |
| 1946 | MIGUEL TLECHEA | PPA      | FRACNAU                        |                          |
| 1947 | EMETERIO ACOSTA | PPA      | FRACNAU – ANDINO               | LV-YLT / LV-YQE          |
| 1947 | MIGUEL KELLY | PPA      | FRACNAU – ANDINO               | LV-YLT / LV-YQE          |
| 1947 | ALBERTO RÉBORI | PPA      | FRACNAU – ANDINO               | LV-YLT / LV-YQE          |
| 1947 | JACINTO A. GONZALEZ | PPA      | FRACNAU – ANDINO               | LV-YLT / LV-YQE          |
| 1947 | OSCAR V. AGUERRAGARY | PPA      | FRACNAU – ANDINO               | LV-YLT / LV-YQE          |
| 1947 | JOSÉ L. ROJAS | PPA      | FRACNAU – ANDINO               | LV-YLT / LV-YQE          |
| 1947 | EZIO MASSA | PPA      | FRACNAU – ANDINO               | LV-YLT / LV-YQE          |
| 1947 | ROBERTO CALLE | PPA      | FRACNAU – ANDINO               | LV-YLT / LV-YQE          |
| 1947 | CARLOS R. ALDAO | PPA      | FRACNAU – ANDINO               | LV-YLT / LV-YQE          |
| 1947 | RICARDO DÁVALOS | PPA      | FRACNAU – ANDINO               | LV-YLT / LV-YQE          |
| 1947 | RAMÓN GIL VILLALBA | PPA      | FRACNAU – ANDINO               | LV-YLT / LV-YQE          |
| 1948 | GILLERMO GREGORIO POMAR | PPA      | RIVA                           |                          |
| 1948 | ANTONIO ANTUENO | PPA      | RIVA                           |                          |
| 1948 | ANTONIO TABOADA | PPA      | RIVA                           |                          |
| 1948 | JOSÉ V. FERREIRA | PPA      | RIVA                           |                          |
| 1948 | FRANCISCO S. CANESÍN | PPA      | RIVA                           |                          |
| 1948 | ROBERTO O. PICCONE | PPA      | RIVA                           |                          |
| 1948 | JOSÉ J. IPOLITI | PPA      | RIVA                           |                          |
| 1948 | MANUEL C. RABONE | PPA      | RIVA                           |                          |
| 1950 | RUBÉN RADRIZZANI | PPA      |                                |                          |
| 1950 | TOMÁS R. OVELAR | PPA      |                                |                          |
| 1950 | JULIÁN S. LATTOURRETE | PPA      |                                |                          |
| 1950 | ULISES L. TARANTINI | PPA      |                                |                          |
| 1952 | HUGO O. DEL ROSSO | PPA      |                                |                          |
| 1952 | HORACIO A. VERDAGUER | PPA      |                                |                          |
| 1952 | MÓNICA SILVESTRI | PPA      |                                |                          |
| 1952 | LIBIO A. DOBLER | PPA      |                                |                          |
| 1952 | FELIPE J. JORDÁN | PPA      |                                |                          |
| 1952 | ROBERTO L. RIVA | PPA      |                                |                          |
| 1952 | FRANCISCO L. BRACAMONTE | PPA      |                                |                          |
| 1952 | LUIS A. WINGEYER | PPA      |                                |                          |
| 1953 | JULIO C. RAMIREZ | PPA      |                                |                          |
| 1953 | CARLOS A. OETS | PPA      |                                |                          |
| 1953 | JUAN C. ROBIRA | PPA      |                                |                          |
| 1953 | HECTOR CASALS | PPA      |                                |                          |
| 1953 | RODOLFO V. BÁRCENA | PPA      |                                |                          |
| 1953 | IRMA L. MARTINEZ DE DEL ROSSO | PPA      |                                |                          |
| 1954 | HUGO P. IVANISEVICH | PPA      |                                |                          |
| 1954 | CARLOS PASARELLI | PPA      |                                |                          |
| 1954 | JOSÉ M. PARIENTE | PPA      |                                |                          |
| 1954 | GUILLERMO BRAKENRRIGE | PPA      |                                |                          |
| 1955 | CIRILO OLMEDO | PPA      |                                |                          |
| 1955 | LUISA CORRADI | PPA      |                                |                          |
| 1955 | ROQUE DE PRIEGO | PPA      |                                |                          |
| 1955 | ANDRÉS SIAN | PPA      |                                |                          |
| 1955 | NELLY A. AGUERO | PPA      |                                |                          |
| 1956 | JUAN C. CORONEL | PPA      |                                |                          |
| 1956 | RAMÓN C. ALARCÓN | PPA      |                                |                          |
| 1956 | HÉCTOR CHICHONI | PPA      |                                |                          |
| 1957 | RAÚL CARDOZO CÚNEO | PPA      |                                |                          |
| 1957 | CARLOS GORLERI | PPA      |                                |                          |
| 1957 | EDUARDO NAVARRO | PPA      |                                |                          |
| 1957 | RICARDO ROTH | PPA      |                                |                          |
| 1957 | RICARDO ASIPITIA | PPA      |                                |                          |
| 1959 | GREGORIO CASTAÑEDA | PPA      |                                |                          |
| 1959 | RODOLFO V. FLORENTÍN | PPA      |                                |                          |
| 1959 | RODOLFO M. GUTTNER | PPA      |                                |                          |
| 1959 | FRANCISCO R. GUTTNER | PPA      |                                |                          |
| 1959 | RODOLFO E. AVILA | PPA      |                                |                          |
| 1959 | JULIO M. MESNY | PPA      |                                |                          |
| 1959 | LEONCIO MANSILLA | PPA      |                                |                          |
| 1960 | NORBERTO A. BRIEL | PPA      |                                |                          |
| 1960 | CÉSAR C. ACOSTA | PPA      |                                |                          |
| 1960 | GUILLERMO MUÑOZ | PPA      |                                |                          |
| 1960 | TEODORO V. LOPEZ | PPA      |                                |                          |
| 1960 | HORACIO E. AVILA | PPA      |                                |                          |
| 1961 | NORBERTO E. MARTINA | PPA      |                                |                          |
| 1961 | VENANCIO E. BERTUOL | PPA      |                                |                          |
| 1961 | TEODORO LOTERO | PPA      |                                |                          |
| 1961 | MIGUEL A. GÓMEZ | PPA      |                                |                          |
| 1962 | EDUARDO FERRARI | PPA      | GAUDIN                         | LV-YLT / LV-YQE          |
| 1962 | MARIO GANDINI | PPA      | GAUDIN                         | LV-YLT / LV-YQE          |
| 1962 | GERMAN PANIAGUA | PPA      | GAUDIN                         | LV-YLT / LV-YQE          |
| 1962 | ? CHAN | PPA      | GAUDIN                         | LV-YLT / LV-YQE          |
| 1962 | ZALAZAR | PPA      | GAUDIN                         | LV-YLT / LV-YQE          |
| 1962 | RAUL FERNANDEZ | PPA      | GAUDIN                         | LV-YLT / LV-YQE          |
| 1962 | MIGUEL A. GÓMEZ | PPA      | GAUDIN                         | LV-YLT / LV-YQE          |
| 1963 | sin datos. |          |                                |                          |
| 1964 | sin datos. |          |                                |                          |
| 1965 | sin datos. |          |                                |                          |
| 1966 | sin datos. |          |                                |                          |
| 06-09-1967 | JORGE NAVARRETE | PPA      | BENGOECHEA                     | LV-YLT / LV-YQE          |
| 06-09-1967 | TITO READ | PPA      | BENGOECHEA                     | LV-YLT / LV-YQE          |
| 06-09-1967 | LUIS GUTIERREZ | PPA      | BENGOECHEA                     | LV-YLT / LV-YQE          |
| 1968 | sin datos. |          |                                |                          |
| 1969 | sin datos. |          |                                |                          |
| 1970 | sin datos. |          |                                |                          |
| 1971 | sin datos. |          |                                |                          |
| 1972 | sin datos. |          |                                |                          |
| 1973 | sin datos. |          |                                |                          |
| 1974 | sin datos. |          |                                |                          |
| 1975 | sin datos. |          |                                |                          |
| 1976 | SIN ACTIVIDAD DE ESCUELA |          |                                |                          |
| 1977 | SIN ACTIVIDAD DE ESCUELA |          |                                |                          |
| 1978 | sin datos. |          |                                |                          |
| 1979 | sin datos. |          |                                |                          |
| 1980 | sin datos. |          |                                |                          |
| 1981 | sin datos. |          |                                |                          |
| 1982 | PEDRO JUAN GUGLIELMINO |          | GANDINI                        |                          |
| 1982 | RAUL WALDEMAR CHAVEZ | PPA      | GANDINI                        | LV-YLT                   |
| 1982 | GUILLERMO CARDOZO - JORGE CHURUVIA - ALFREDO LAFFUE - ROBERTO DAVALOS - EDUARDO VITELLO - JOSE DELLAGANOLO - RUBEN DE CASTELLI - NERI AQUINO - MIGUEL IZA | PPA      | GANDINI                        |                          |
| 1985 | RAUL WALDEMAR CHAVEZ | PCA      | NISSEN                         | LV-ANW                   |
| 1989 | RICARDO PEREZ | PPA      | NISSEN                         | LV-ANW                   |
| | CASIMIRO FERNANDEZ | PPA      | SANCHEZ                        | LV-YLT                   |
| | OSCAR KRAUPNER | PPA      | SANCHEZ                        | LV-YLT                   |
| 21-07-1996 | SILVIO ROBERTO LUQUE | PPA      | SANCHEZ                        | LV-YLT                   |
| 21-07-1996 | CESAR JUAN MANUEL DERFLER | PPA      | SANCHEZ                        | LV-YLT                   |
| 1997 | sin datos. |          |                                |                          |
| 1998 | sin datos. |          |                                |                          |
| 1999 | sin datos. |          |                                |                          |
| 2000 | SIN ACTIVIDAD DE ESCUELA |          |                                |                          |
| 2001 | SIN ACTIVIDAD DE ESCUELA |          |                                |                          |
| 2002 | SIN ACTIVIDAD DE ESCUELA |          |                                |                          |
| 2003 | SIN ACTIVIDAD DE ESCUELA |          |                                |                          |
| 2004 | SIN ACTIVIDAD DE ESCUELA |          |                                |                          |
| 2005 | SIN ACTIVIDAD DE ESCUELA |          |                                |                          |
| 2006 | SIN ACTIVIDAD DE ESCUELA |          |                                |                          |
| 2007 | SIN ACTIVIDAD DE ESCUELA |          |                                |                          |
| | |          |                                |                          |
| 31/10/2007. Se rehabilita la Escuela de Vuelo por Disposición 176/2007.                                                                                           | |          |                                |                          |
| Instructores Facundo German Rave y Juan Gustavo Dorrego (Director de la Escuela)                                                                                  | |          |                                |                          |
| | |          |                                |                          |
| FECHA | ALUMNO | LICENCIA | INSTRUCTORES                   | AERONAVES ESCUELA        |
| 04-09-2008 | ANTONIO MAGLIETTI | PPA      | RAVE - DORREGO                 | LV-YLT / LV-IRB          |
| 11-07-2008 | DARIO BENCHOAME | PPA      | RAVE - DORREGO                 | LV-YLT / LV-IRB          |
| 11-07-2008 | JORGE KEREKES | PPA      | RAVE - DORREGO                 | LV-YLT / LV-IRB          |
| 11-07-2008 | WALTER VELAZQUEZ | PPA      | RAVE - DORREGO                 | LV-YLT / LV-IRB          |
| 30-05-2009 | SANDRA LILIAN DERFLER | PPA      | RAVE - DORREGO                 | LV-YLT / LV-IRB          |
| 30-05-2009 | EDUARDO OSVALDO SILVA | PPA      | RAVE - DORREGO                 | LV-YLT / LV-IRB          |
| 30-05-2009 | ALBERTO BALLESTEROS | PPA      | RAVE - DORREGO                 | LV-YLT / LV-IRB          |
| 26-09-2009 | LEONARDO DANIEL SEVI | IVA      | RAVE - DORREGO                 | LV-YLT / LV-IRB          |
| 26-09-2009 | FERNANDO F. FELDMANN | PPA      | RAVE - DORREGO                 | LV-YLT / LV-IRB          |
| 18-11-2010 | ALDO BIGATTI | PPA      | RAVE - DORREGO - SEVI          | LV-YLT / LV-IRB          |
| 18-11-2010 | MARCELO STEEMAN VICENTIN | PPA      | RAVE - DORREGO - SEVI          | LV-YLT / LV-IRB          |
| 10-08-2012 | JORGE ALCIDES BLANCO | IVA      | RAVE - DORREGO - SEVI          | LV-YLT / LV-IRB          |
| 10-08-2012 | ALICIA ISABEL IBARRA | PPA      | RAVE - DORREGO - SEVI          | LV-YLT / LV-IRB          |
| 10-08-2012 | DARIO ALBERTO SANCHEZ | PCA-HVI  | RAVE - DORREGO - SEVI          | LV-YLT / LV-IRB          |
| 07-11-2013 | MARCOS MATIAS ANTONY | PPA      | RAVE - DORREGO - SEVI - BLANCO | LV-YLT / LV-IRB          |
| 07-11-2013 | ROBERTO VIVEROS GONZALEZ | PPA      | RAVE - DORREGO - SEVI - BLANCO | LV-YLT / LV-IRB          |
| 14-03-2014 | JOSE MANUEL RAMIREZ | PPA      | RAVE - DORREGO - SEVI - BLANCO | LV-YLT / LV-IRB / LV-FNY |
| 15-03-2014 | AGUSTIN NABOR ALVAREZ | PPA      | RAVE - DORREGO - SEVI - BLANCO | LV-YLT / LV-IRB / LV-FNY |
| 15-03-2014 | JULIO ESTEBAN GOMEZ | PPA      | RAVE - DORREGO - SEVI - BLANCO | LV-YLT / LV-IRB / LV-FNY |
| 15-03-2014 | HECTOR MARCELO YEGROS | PPA      | RAVE - DORREGO - SEVI - BLANCO | LV-YLT / LV-IRB / LV-FNY |
| 09-03-2016 | FEDERICO ARAOZ | PPA      | RAVE - DORREGO - SEVI - BLANCO | LV-YLT / LV-IRB / LV-FNY |
| 17-08-2016 | MIGUEL ERNESTO ACOSTA | PPA      | RAVE - DORREGO - BLANCO        | LV-YLT / LV-IRB / LV-FNY |
| 05/12/2016 La Escuela de Vuelo del Aeroclub Formosa recibe la certificación como Centro de Instrucción de Aeronáutica Civil (CIAC tipo II) bajo las R.A.A.C. 141. | |          |                                |                          |
| 28-04-2017 | CRISTIAN ARIEL MARTINEZ | PPA      | RAVE - DORREGO - BLANCO        | LV-YLT / LV-IRB / LV-FNY |
| 28-04-2017 | ROBERTO STANLEY | PPA      | RAVE - DORREGO - BLANCO        | LV-YLT / LV-IRB / LF-FNY |
| 28-08-2017 | LUIS ERNESTO BRANDA | PPA      | RAVE - DORREGO - BLANCO        | LV-YLT / LV-IRB / LV-FNY |
| 29-08-2017 | GERMAN GABRIEL GARNIER | PPA      | RAVE - DORREGO - BLANCO        | LV-YLT / LV-IRB / LV-FNY |
| 05-03-2018 | OSVALDO GABRIEL SILVA | PPA      | RAVE - DORREGO - BLANCO        | LV-YLT / LV-IRB / LV-FNY |
| 28-12-2018 | GUSTAVO ADOLFO RODRIGUEZ | PPA      | RAVE - DORREGO - BLANCO        | LV-IRB / LV-FNY          |
| 28-12-2018 | MAURICIO NICOLAS PENZO | PPA      | RAVE - DORREGO - BLANCO        | LV-IRB / LV-FNY          |
| 18-11-2019 | GUILLERMO HUGO HELBLING | PPA      | RAVE - DORREGO - BLANCO        | LV-IRB / LV-FNY          |
| 12-06-2021 | GONZALO MAXIMILIANO MALGARINI | PPA      | RAVE - DORREGO - BLANCO        | LV-IRB / LV-FNY          |
| 12-06-2021 | DARIO ALBERTO SANCHEZ | IVA      | RAVE - DORREGO - BLANCO        | LV-IRB / LV-FNY          |
| 19-04-2022 | HORACIO ANDRES BALASSI | PPA      | RAVE - DORREGO - SANCHEZ       | LV-IRB / LV-FNY          |
| 19-04-2022 | IGNACIO JOAQUIN VAREA | PPA      | RAVE - DORREGO - SANCHEZ       | LV-IRB / LV-FNY          |
| 02-10-2022 | JEAN MICHEL BONNET | PPA      | RAVE - DORREGO - SANCHEZ       | LV-IRB / LV-FNY          |
| 03-10-2022 | RUBEN ALEJANDRO GONZALEZ | PPA      | RAVE - DORREGO - SANCHEZ       | LV-IRB / LV-FNY          |
| 03-10-2022 | SERGIO DAVID RUIZ DIAZ | PPA      | RAVE - DORREGO - SANCHEZ       | LV-IRB / LV-FNY          |
| 03-10-2022 | MATIAS AGUSTIN VAREA | PPA      | RAVE - DORREGO - SANCHEZ       | LV-IRB / LV-FNY          |
| 27-01-2023 | LUCAS SEBASTIAN GARCIA ROMERO | PPA      | RAVE - DORREGO - SANCHEZ       | LV-IRB / LV-FNY          |